# Oliva
För andra betydelser, se Oliva (olika betydelser).
Oliva (valencianskt uttal: [oˈliva]) är en stad och kommun i provinsen Valencia i den autonoma regionen Valencia i östra Spanien. Staden ligger cirka 65 kilometer sydost om Valencia och cirka 72 kilometer nordost om Alicante. Kommunen har 26 122 invånare (2024), på en yta av 60,16 km². Cirka 7,5 kilometer nordväst om Oliva ligger Gandia.
I de äldre delarna av Oliva anordnas olika festivaler under året. Staden har ett gott utbud av barer och kaféer där folk samlas på kvällarna. Vid gågatan som sträcker sig genom staden anordnas det en marknad varje fredag.
Stränder med Blå Flagg sträcker sig 7 kilometer med sanddyner. Oliva har ett medelhavsklimat med en temperatur över 20 °C mer än 230 dagar om året. Vintrarna är milda och somrarna heta och torra. Årsmedeltemperaturen är 18,5 °C.